# Walzbachtal
Walzbachtal település Németországban, azon belül Baden-Württembergben. Lakosainak száma 9938 fő (2023. december 31.).

## Népesség
A település népessége az elmúlt években az alábbi módon változott:
| Lakosok száma | 6758 | 6975 | 7176 | 7165 | 7229 | 8040 | 8875 | 9042 | 9374 | 9938 |
|               | 1961 | 1967 | 1974 | 1980 | 1987 | 1993 | 2000 | 2006 | 2013 | 2023 |